# Gerichtsbezirk Landeck

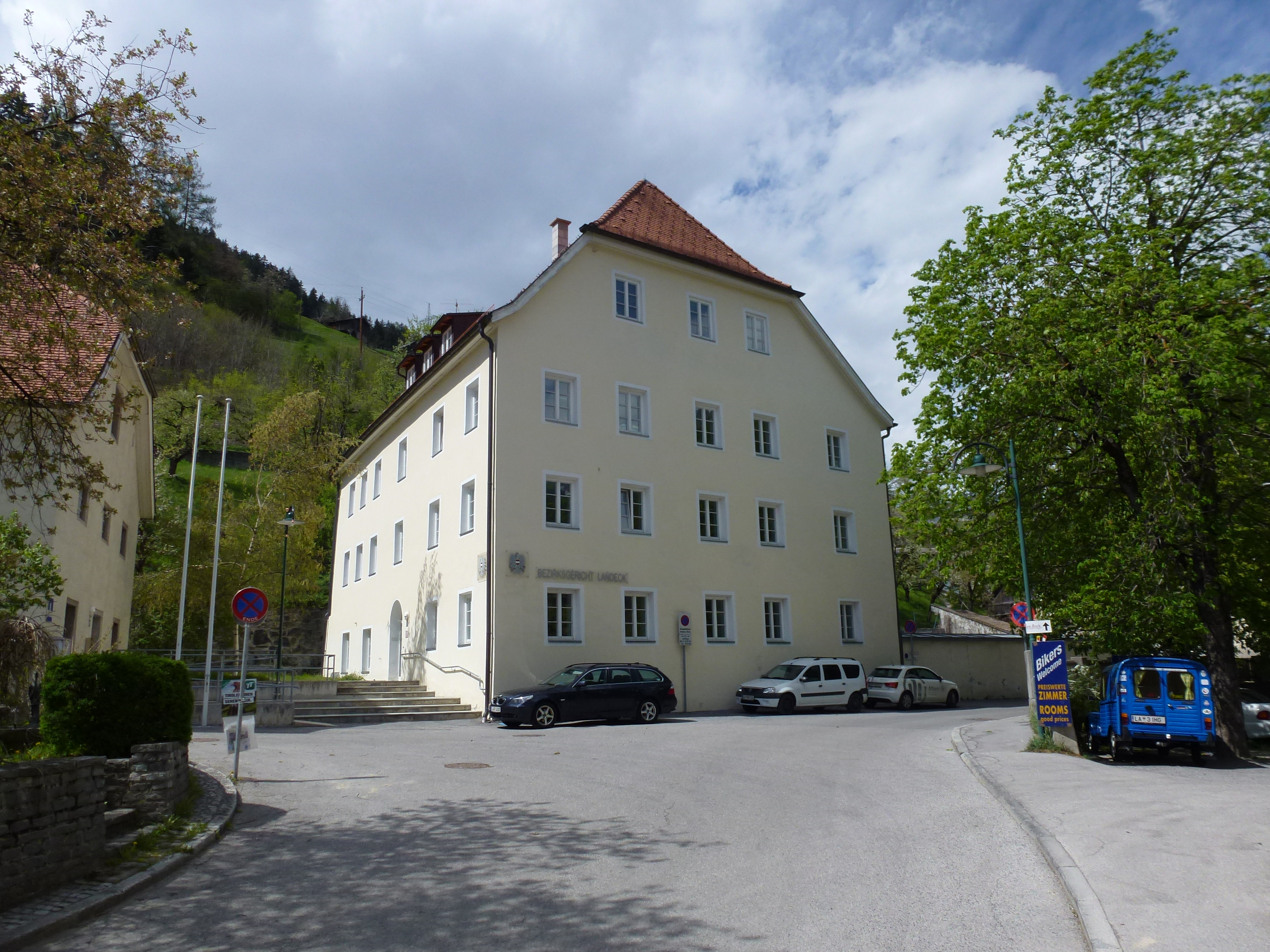
Bezirksgericht Landeck

Der Gerichtsbezirk Landeck ist ein dem Bezirksgericht Landeck unterstehender Gerichtsbezirk im politischen Bezirk Landeck (Bundesland Tirol). Der Gerichtsbezirk Landeck umfasst seit 1978 den gesamten politischen Bezirk Landeck.

## Geschichte
Der Gerichtsbezirk Landeck wurde durch eine Kundmachung der Landes-Gerichts-Einführungs-Kommission 1849 geschaffen und umfasste ursprünglich die 14 Gemeinden Fließ, Flirsch, Galtür, Grins, Ischgl, Kaisers, Kappl, Landeck, Mathon, Nasserein, Pettneu, Pians, Schönwies, Stanz, Strengen und Zams.
Der Gerichtsbezirk Landeck bildete im Zuge der Trennung der politischen von der judikativen Verwaltung
ab 1868 gemeinsam mit den Gerichtsbezirken Nauders und Ried den Bezirk Landeck.
Der Gerichtsbezirk Landeck nahm dabei den nordwestlichen Teil des politischen Bezirks Landeck ein. 
Nach dem Ende des Ersten Weltkriegs musste Österreich 1919 durch den Vertrag von Saint-Germain mehrere Gemeinden des Gerichtsbezirks Nauders an Italien abtreten, wodurch sich der Gerichtsbezirk Nauders stark verkleinerte. Mit der Verordnung des Justizministeriums vom 29. November 1920 wurde in der Folge der Gerichtsbezirk Nauders aufgelöst und die drei bei Österreich verbliebenen Gemeinden Nauders, Pfunds und Spiß dem Gerichtsbezirk Ried in Tirol zugeschlagen.
Die Verordnung trat am 1. Jänner 1921 in Kraft.
Per 1. Jänner 1978 erfolgte durch eine Verordnung der Bundesregierung auch die Auflösung des Gerichtsbezirkes Ried in Tirol, wobei der Gerichtsbezirk Ried in Tirol (inklusive der Reste des ehemaligen Gerichtsbezirks Nauders) Teil des Gerichtsbezirks Landeck wurde.
Der Gerichtsbezirk Landeck vergrößerte sich dadurch um die 14 Gemeinden Faggen, Fendels, Fiss, Kaunerberg, Kaunertal, Kauns, Ladis, Nauders, Pfunds, Prutz, Ried im Oberinntal, Serfaus, Spiss und Tösens bzw. von 924,54 km²
auf 1.594,53 km².

## Gerichtssprengel
Der Gerichtssprengel umfasst nach der Auflösung der Gerichtsbezirk Nauders sowie Ried in Tirol den gesamten politischen Bezirk Landeck mit den Gemeinden Faggen, Fendels, Fiss, Fließ, Flirsch, Galtür, Grins, Ischgl, Kappl, Kaunerberg, Kaunertal, Kauns, Ladis, Landeck, Nauders, Pettneu am Arlberg, Pfunds, Pians, Prutz, Ried im Oberinntal, St. Anton am Arlberg, Schönwies, See, Serfaus, Spiss, Stanz bei Landeck, Strengen, Tobadill, Tösens und Zams.